# Bowie musang
Espèce
Bowie musang est une espèce d'araignées aranéomorphes de la famille des Ctenidae.

## Distribution
Cette espèce est endémique de Mindanao aux Philippines. Elle se rencontre dans les provinces de Bukidnon et de Cotabato.

## Description
Le mâle holotype mesure 10,70 mm et la femelle paratype 11,97 mm.

## Systématique et taxinomie
Cette espèce a été décrite par Omelko et Fomichev en 2024.

## Publication originale
- Omelko & Fomichev, 2024 : « New and poorly known species of Bowie Jäger, 2022 (Araneae: Ctenidae) from Southeast Asia. » Zootaxa, no 5543(3), p. 383-403.